# Окна в мир
«Окна в мир» (англ. Windows on the World) — это комплекс ресторанов, конференц-залов и развлекательных заведений, располагавшийся на верхних этажах (106-м и 107-м) Северной башни (ВТЦ-1) первоначального комплекса Всемирного торгового центра в Нижнем Манхэттене, Нью-Йорк, США.
Комплекс включал ресторан под названием «Окна в мир», меньший ресторан «Уилд Блю» (до 1999 года назывался «Подвал в небе»), бар «Величайший бар на Земле» (ранее известный как «Фуршет»), а также винную школу, конференц-зал и банкетные помещения для частных мероприятий, расположенные на 106-м этаже. Разработанный ресторатором Джо Баумом и первоначально спроектированный Уорреном Платнером, ресторан «Окна в мир» занимал площадь 50 000 квадратных футов (4600 м²) в Северной башне. Ресторан «Скайдайв», представлявший собой кафетерий на 44-м этаже ВТЦ-1, рассчитанный на 180 посадочных мест и предназначенный для офисных работников, также управлялся компанией «Окна в мир».
Рестораны открылись 19 апреля 1976 года и были разрушены в результате терактов 11 сентября. Весь персонал, находившийся в ресторане в день атак, погиб; удар самолета перерезал все пути эвакуации с 92-го этажа и выше.

## Работа

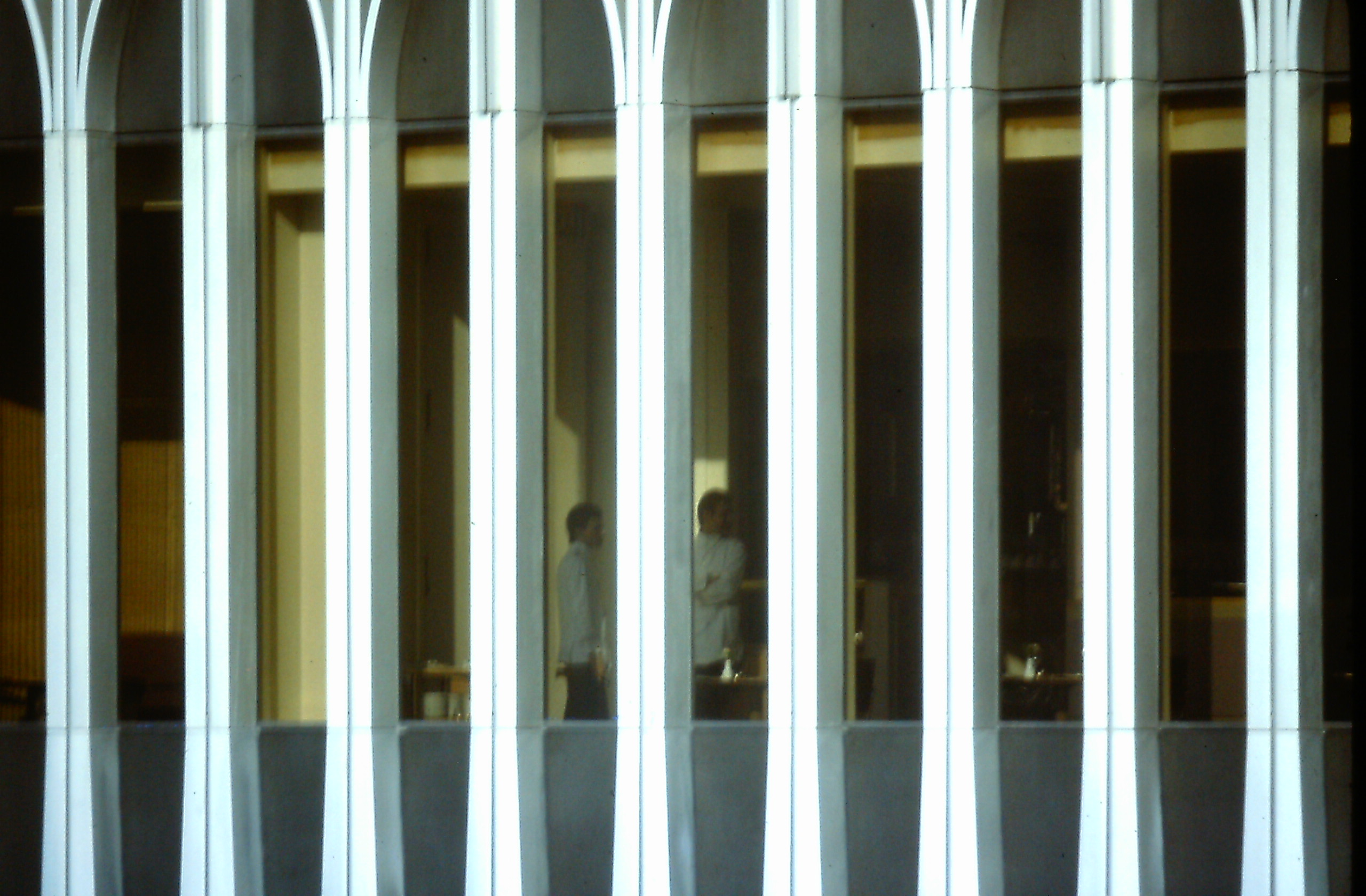
107-й этаж ВТЦ-1, на котором располагался ресторан

Главный обеденный зал выходил окнами на север и восток, открывая вид на горизонт Манхэттена. Дресс-код требовал обязательного ношения пиджаков для мужчин, и это правило строго соблюдалось. Мужчина, пришедший по предварительному заказу без пиджака, усаживался за барную стойку. В ресторане предоставлялись пиджаки для аренды, чтобы посетители могли пообедать в главном зале. Столовые приборы, ковры, осветительные приборы, меню и коммуникационное оборудование были разработаны Милтоном Глейзером.
Более уединённый обеденный зал, «Уилд Блю», располагался на южной стороне ресторана. Бар тянулся вдоль южной стороны ВТЦ-1 и частично охватывал восточную сторону. Из окон бара открывался вид на южную оконечность Манхэттена, где сливаются Гудзон и Ист-Ривер. Также были видны Либерти-стейт-парк с Эллис-Айлендом и Стейтен-Айленд с мостом Веррацано-Нарроус. Помещения кухни, технические зоны и конференц-центр ресторана находились на 106-м этаже.

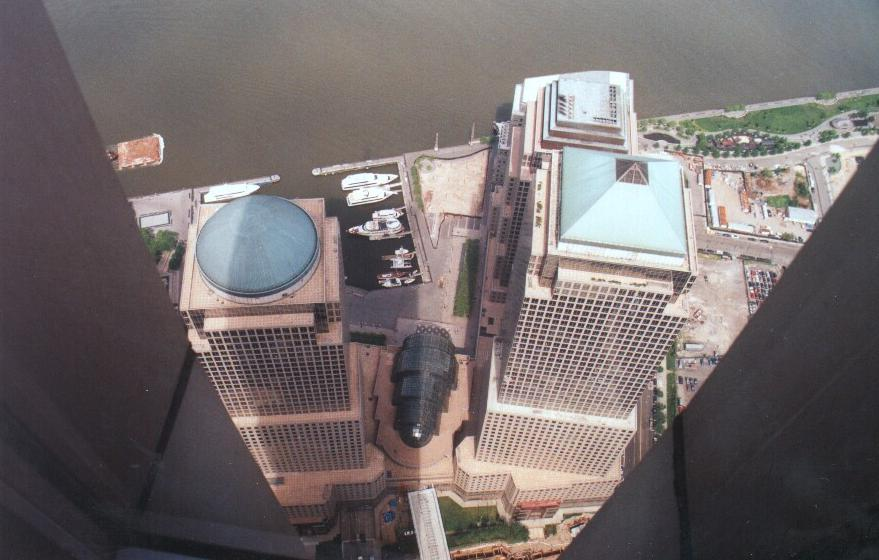
Вид на Всемирный финансовый центр из обеденного зала «Окна в мир»

Ресторан «Окна в мир» закрылся после теракта 1993 года, в результате которого погиб сотрудник Уилфредо Меркадо, проверявший грузы в подземном гараже здания. Взрыв также повредил зоны разгрузки, складские помещения и парковочные места, используемые ресторанным комплексом. 12 мая 1994 года Портовое управление Нью-Йорка и Нью-Джерси объявило, что компания Joseph Baum & Michael Whiteman выиграла контракт на управление ресторанами после того, как бывший оператор Inhilco отказался от аренды. Ресторан был реконструирован за 25 миллионов долларов США и вновь открылся 26 июня 1996 года. После Дня труда вновь открылся «Подвал в небе» — зал на 60 мест внутри ресторана. В 1999 году «Подвал в небе» был преобразован в американский стейк-хаус и переименован в «Уилд Блю». В 2000 году, последнем полном году работы, ресторан отчитался о доходах в размере 37 миллионов долларов США, что сделало его самым прибыльным рестораном в США.
Среди шеф-поваров «Окна в мир» были Филипп Фере из Brasserie Julien и Майкл Ломонако.

## Теракты 11 сентября
Ресторан «Окна в мир» был разрушен при обрушении Северной башни во время терактов 11 сентября. В это время в ресторане находились постоянные посетители и участники конгресса Risk Waters Financial Technology Congress. В 8:46 утра рейс American Airlines 11 врезался в Северную башню между 93 и 99 этажами. Все находившиеся в ресторане погибли, так как все пути эвакуации (включая лестничные клетки и лифты) были мгновенно уничтожены или заблокированы в результате удара. Жертвы, оказавшиеся в ловушке в ресторане, умерли от отравления дымом возникшего пожара, при прыжках или падениях, а также при последующем обрушении Северной башни в 10:28 утра. По крайней мере, пять человек, находившихся в ресторане, были свидетелями падения других людей, которые погибли в результате падения с высоты.
В ресторане находилось 72 сотрудника, включая заместителя генерального менеджера Кристин Олендер, чьи отчаянные звонки в полицию Портового управления стали последними попытками связаться с внешним миром. Также присутствовали 16 сотрудников Incisive Media-Risk Waters Group и 76 других гостей и подрядчиков. Среди них был исполнительный директор Портового управления Нил Левин, который завтракал в ресторане. Примерно в 9:40 утра больше не поступало тревожных звонков из ресторана. Последними, кто покинул ресторан до того, как рейс 11 врезался в здание, были Майкл Нестор, Лиз Томпсон, Джеффри Уортон и Ричард Тирни, которые вместе воспользовались лифтом. Они вышли в 8:44 утра и выжили в атаке.
Ларри Сильверстайн, арендодатель Всемирного торгового центра, регулярно проводил встречи за завтраком в ресторане «Окна в мир» с арендаторами в рамках своего недавнего приобретения башен-близнецов у Портвого управления. Он должен был быть в ресторане утром 11 сентября 2001 года, когда произошли террористические атаки. Однако его жена настояла на том, чтобы он посетил приём у дерматолога, и это спасло ему жизнь.

## Влияние

### Реакция и отзывы
В последней итерации ресторан «Окна в мир» получил смешанные отзывы. Рут Райхл, ресторанный критик из The New York Times, в декабре 1996 года отметила, что «никто никогда не пойдёт в «Окна в мир» только ради еды, но даже самый привередливый гурман теперь может быть доволен обедом в одном из любимых туристических мест Нью-Йорка». Она поставила ресторану две звезды из четырёх, что означает «очень хороший» уровень, а не «отличный» (три звезды) или «выдающийся» (четыре звезды). В своей книге 2009 года «Appetite» Уильям Граймс написал, что «в „Окнах“ Нью-Йорк был главным блюдом». В 2014 году Райан Саттон из Eater.com сравнил кухню ныне разрушенного ресторана с кухней его замены, One World Observatory. Он заявил: «„Окна“ помог начать новую эру ресторанов, привлекающих посетителей, поскольку ресторан сам по себе стал местом притяжения, а не просто побочным продуктом важного учреждения, в котором он находился».

### Наследие

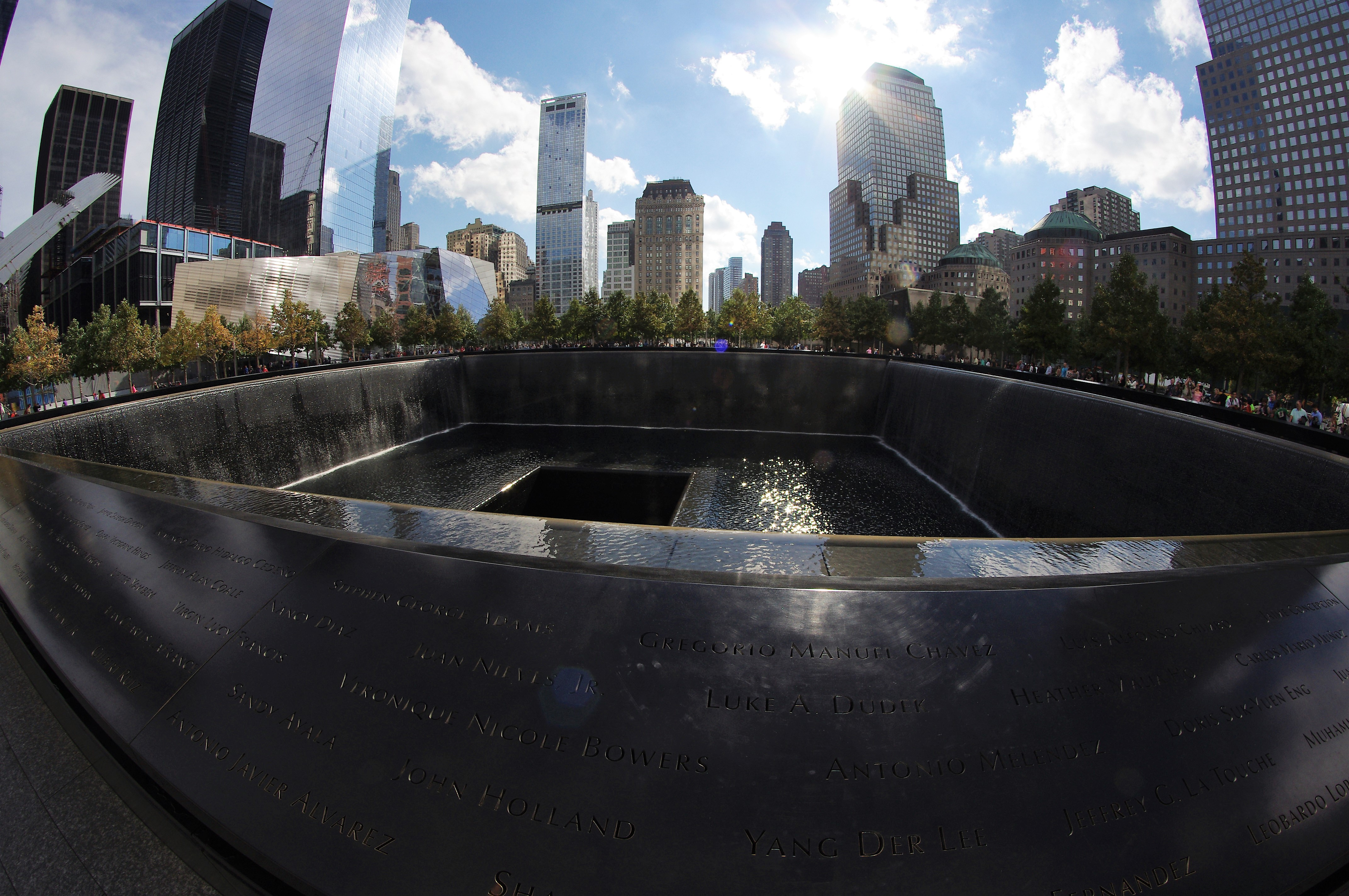
Панель с именами N-70 для «Окон» в память о сотрудниках, погибших во время терактов 11 сентября в северном бассейне, Национальный мемориал и музей 11 сентября

Фонд помощи семьям «Окна надежды» (англ. Windows of Hope Family Relief Fund) был создан вскоре после терактов 11 сентября для оказания поддержки и услуг семьям погибших в результате атак на Всемирный торговый центр в сфере общественного питания и гостиничного бизнеса. Среди основателей фонда были шеф-повар ресторана «Окна на мир» Майкл Ломонако и владелец-оператор Дэвид Эмиль.
4 января 2006 года несколько бывших сотрудников «Окна в мир» открыли ресторан «Цвета» (англ. Colors) на Манхэттене. Это кооперативное заведение является данью памяти их коллегам, а меню отражает разнообразие персонала бывшего «Окна в мир». Оригинальный ресторан закрылся в 2017 году и вновь открылся в 2019 году. Планировалось, что «Окна в мир» возобновит работу на верхних этажах нового Всемирного торгового центра, но этот проект был отменён в 2011 году. Вместо этого в One World Observatory появились рестораны ONE Dine, ONE Mix и ONE Café.

### Культурное влияние
Существует предположение, что «Падающий человек» — знаменитая фотография мужчины в белом, падающего головой вниз 11 сентября, — был сотрудником ресторана «Окна в мир». Хотя его личность так и не была окончательно установлена, считалось, что это Джонатан Брили, звукооператор ресторана. Джонатан был младшим братом Алекса Брили, оригинального «Джи-Ай» из группы Village People.
В марте 2005 года был опубликован роман французского писателя Фредерика Бегбедера «Окна в мир», в котором основное внимание уделяется двум братьям, находившимся в ресторане 11 сентября вместе с отцом. Роман Кеннета Вомака «Ресторан на краю света» (2012) представляет собой вымышленное воссоздание жизни персонала и посетителей комплекса «Окна в мир» утром 11 сентября.
В 2021 году молодой писатель Алан Грац опубликовал книгу под названием «Нулевая точка» о мальчике по имени Брендон, который утром 11 сентября 2001 года был вместе с отцом в ресторане «Окна в мир».

## Внешние ссылки
- Windows on the World (архив)
  - Архивная фотография бывшего сайта WotW, 2 августа 2002 года
  - Последний архивная фотография бывшего сайта WotW, сделанная до 11 сентября, 1 февраля 2001 года
  - Фотографии WotW| Ссылки на внешние ресурсы     | Ссылки на внешние ресурсы                                      |
| ----------------------------- | -------------------------------------------------------------- |
| В библиографических каталогах | - LCCN: n86002354 - VIAF: 136122444 - WorldCat VIAF: 136122444 |